# بادامشی
بادامشی (قزاقی: Бадамшы) یک منطقهٔ مسکونی در قزاقستان است که در استان آق‌تپه واقع شده‌است. بادامشی ۵۶۶۸ نفر جمعیت دارد.